# Mistrzostwa Europy w Lekkoatletyce 1971 – bieg na 3000 m z przeszkodami mężczyzn

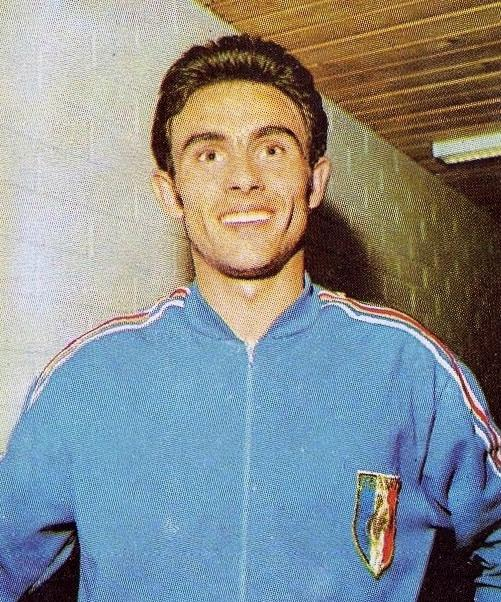
Jean-Paul Villain

Bieg na dystansie 3000 metrów z przeszkodami mężczyzn był jedną z konkurencji rozgrywanych podczas X mistrzostw Europy w Helsinkach. Biegi eliminacyjne zostały rozegrane 13 sierpnia, a bieg finałowy 15 sierpnia 1971 roku. Zwycięzcą tej konkurencji został reprezentant Francji Jean-Paul Villain. W rywalizacji wzięło udział trzydziestu trzech zawodników z osiemnastu reprezentacji.

## Rekordy
| Rekord świata     | Kerry O’Brien (AUS)  | 8:22,0  | Berlin, NRD   | 04.07.1970 |
| Rekord Europy     | Władimir Dudin (SUN) | 8:22,2  | Kijów, ZSRR   | 19.08.1969 |
| Rekord mistrzostw | Michaił Żelew (BGR)  | 8:25,02 | Ateny, Grecja | 20.09.1969 |

## Wyniki

### Eliminacje
Bieg 1
| Miejsce | Zawodnik          | Czas    | Uwagi |
| ------- | ----------------- | ------- | ----- |
| 1       | Pawieł Sysojew    | 8:29,65 | Q     |
| 2       | Toni Feldmann     | 8:29,75 | Q     |
| 3       | Georgi Tichow     | 8:30,87 | Q     |
| 4       | Józef Rębacz      | 8:33,36 | Q     |
| 5       | Tapio Kantanen    | 8:35,88 |       |
| 6       | Umberto Risi      | 8:37,15 |       |
| 7       | Spyros Kontosoros | 8:38,24 | NR    |
| 8       | Paul Thijs        | 8:41,11 |       |
| 9       | Willi Wagner      | 8:44,50 |       |
| 10      | Stalle Engen      | 8:44,68 |       |
| 11      | Gérard Delalandre | 8:54,70 |       |
| 12      | Ron McAndrew      | 9:02,11 |       |

Bieg 2
| Miejsce | Zawodnik             | Czas    | Uwagi |
| ------- | -------------------- | ------- | ----- |
| 1       | Dušan Moravčík       | 8:32,81 | Q     |
| 2       | Pekka Päivärinta     | 8:33,34 | Q     |
| 3       | Jean-Paul Villain    | 8:34,17 | Q     |
| 4       | Romualdas Bitė       | 8:34,28 | Q     |
| 5       | Arne Risa            | 8:35,62 |       |
| 6       | Henryk Lesiuk        | 8:40,34 |       |
| 7       | Gheorghe Cefan       | 8:44,34 |       |
| 8       | Hans-Dieter Schulten | 8:56,98 |       |
| 9       | Carlos Lopes         | 8:54,83 |       |
| 10      | Francesco Valente    | 8:57,93 |       |
| 11      | Hans Menet           | 8:58,27 |       |

Bieg 3
| Miejsce | Zawodnik             | Czas    | Uwagi |
| ------- | -------------------- | ------- | ----- |
| 1       | Anders Gärderud      | 8:28,32 | Q     |
| 2       | Mikko Ala-Leppilampi | 8:28,96 | Q     |
| 3       | Władimir Dudin       | 8:30,30 | Q     |
| 4       | Kazimierz Maranda    | 8:31,85 | Q     |
| 5       | Sverre Sørnes        | 8:35,24 |       |
| 6       | Andy Holden          | 8:36,11 |       |
| 7       | Wigmar Petersen      | 8:36,67 | NR    |
| 8       | Gérard Buchheit      | 8:40,07 |       |
| 9       | Michaił Żelew        | 8:50,64 |       |
| 10      | Milan Tomić          | 8:53,31 |       |

### Finał
| Miejsce | Zawodnik             | Czas    | Uwagi |
| ------- | -------------------- | ------- | ----- |
| 1       | Jean-Paul Villain    | 8:25,12 | NR    |
| 2       | Dušan Moravčík       | 8:26,11 | NR    |
| 3       | Pawieł Sysojew       | 8:26,42 |       |
| 4       | Romualdas Bitė       | 8:26,97 |       |
| 5       | Mikko Ala-Leppilampi | 8:30,94 |       |
| 6       | Georgi Tichow        | 8:32,15 |       |
| 7       | Kazimierz Maranda    | 8:33,05 |       |
| 8       | Józef Rębacz         | 8:35,12 |       |
| 9       | Władimir Dudin       | 8:38,96 |       |
| 10      | Anders Gärderud      | 8:39,58 |       |
| 11      | Pekka Päivärinta     | 8:55,34 |       |
| –       | Toni Feldmann        | DNF     |       |